# BVV in het seizoen 1959/60
Het seizoen 1959/1960 was het zesde jaar in het bestaan van de Bossche betaaldvoetbalclub BVV. De club kwam uit in de Eerste divisie A en eindigde daarin op de vierde plaats.

## Wedstrijdstatistieken

### Eerste divisie A
|       | Excelsior | Fortuna | 't Gooi | GVAV  | Helmond | HVC   | KFC   | NOAD  | Rigtersbleek | Stormvogels | SVV   | Veendam | Vitesse | De Volewijckers | Wageningen |
| ----- | --------- | ------- | ------- | ----- | ------- | ----- | ----- | ----- | ------------ | ----------- | ----- | ------- | ------- | --------------- | ---------- |
| Thuis | 4 – 0     | 4 – 0   | 2 – 1   | 0 – 1 | 1 – 1   | 3 – 0 | 2 – 0 | 0 – 2 | 4 – 1        | 2 – 0       | 2 – 1 | 1 – 1   | 2 – 2   | 0 – 4           | 1 – 0      |
| Uit   | 0 – 4     | 3 – 1   | 1 – 1   | 0 – 1 | 0 – 0   | 1 – 5 | 0 – 2 | 1 – 1 | 1 – 1        | 2 – 3       | 2 – 1 | 1 – 0   | 1 – 0   | 1 – 3           | 2 – 3      |

## Statistieken BVV 1959/1960

### Eindstand BVV in de Nederlandse Eerste divisie A 1959 / 1960
| Stand | Gespeeld | Gewonnen | Gelijk | Verloren | Punten | Doelpunten voor | Doelpunten tegen |
| ----- | -------- | -------- | ------ | -------- | ------ | --------------- | ---------------- |
| 4e    | 30       | 16       | 7      | 7        | 39     | 54              | 30               |

### Topscorers
| Competitie \| # \| Naam \| \| \| -------------------- \| ------------------- \| -- \| \| 1. \| Mari van den Dungen \| 17 \| \| 2. \| Wim van der Gaag \| 9 \| \| 3. \| Mari van Bergen \| 8 \| \| 4. \| Wim Heijmans \| 4 \| \| 4. \| Piet van Overbeek \| 4 \| \| 6. \| Jos Berkelmans \| 3 \| \| 7. \| Max van Beurden \| 2 \| \| 7. \| Wim van Helvoort \| 2 \| \| 7. \| Daan Netten \| 2 \| \| Onbekende doelpunten \| \| \| \| – \| Onbekend \| 3 \| \| Totaal \| Totaal \| 54 \| |                     |      |
| # | Naam                | Goal |
| 1. | Mari van den Dungen | 17   |
| 2. | Wim van der Gaag    | 9    |
| 3. | Mari van Bergen     | 8    |
| 4. | Wim Heijmans        | 4    |
| 4. | Piet van Overbeek   | 4    |
| 6. | Jos Berkelmans      | 3    |
| 7. | Max van Beurden     | 2    |
| 7. | Wim van Helvoort    | 2    |
| 7. | Daan Netten         | 2    |
| Onbekende doelpunten |                     |      |
| – | Onbekend            | 3    |
| Totaal | Totaal              | 54   |